# Mohamed Khattabi
 (décembre 2019).
Pour les articles homonymes, voir Khattabi.
Mohamed Khattabi est un imam, prédicateur et conférencier marocano-canadien, né le 19 juillet 1961 à Casablanca, au Maroc. Il est l'imam et recteur de la mosquée Aïcha de Montpellier. Il a été suspecté de radicalisation, critiqué pour des propos misogynes et est au centre de plusieurs affaires judiciaires.

## Biographie

### Jeunesse marocaine (1961-1981)
Selon sa biographie officielle, il est issu d'une famille traditionnelle, il grandit au Maroc, et fait toute son éducation primaire et secondaire à Casablanca. Il commence à apprendre le Coran dès l'âge de quatre ans, chez un maître nommé Faqih Khattabi Si-Salah. À partir de six ans, il effectue son primaire à l'école coranique privée Bouchaib Ezzemouri. Durant cinq ans, il suit deux cursus simultanés, un traditionnel  et un contemporain, puis  rejoint le collège Mansour Eddahabi. À l'âge de 16 ans, il intègre le lycée Al Khawarizmi et passe un baccalauréat scientifique au lycée Jamal Eddine El Mahyaoui.

### Études supérieures et débuts dans la prédication au Canada (1982-1992)
En 1981, il rejoint son frère aîné au Canada, et intègre le Collège français de Montréal en 1982. Il passe deux sessions pour l’obtention de l’équivalence du Baccalauréat, le diplôme d'études collégiales en Sciences (DEC), avant de terminer son cursus en Mathématiques informatiques à l'Université du Québec à Montréal (UQAM). Il obtient son diplôme d'enseignant en informatique en 1991.
Mohamed Khattabi intègre la MAYA (Muslim Arab Youth Association), organisation musulmane nord-américaine impliquée dans la structuration de la pratique musulmane en Amérique du Nord, qui lui délivre un diplôme l'autorisant à exercer la fonction d'imam. Jusqu'en 1993, il apprend la pratique de l'islam en Occident et les différences dans les pratiques selon les régions. Mohamed Khattabi rencontre des docteurs en droit et penseurs musulmans contemporains (maghrébins, égyptiens, soudanais, proche-orientaux), dont Zoubir Dahane, qu'il côtoie six ans à Montréal (1984-1990).

### Imamat en Europe (depuis 1993)
En 1993, Mohamed Khattabi rejoint l'Europe, où il dirige pendant un an la mosquée Abou Bakr de Rotterdam, aux Pays-Bas. En 1995, il dirige la mosquée des Bienfaiteurs d'Escaudain, dont il part en 1996 pour rejoindre la mosquée Assalam de Tourcoing, qu'il quitte en juillet 2001.
La mosquée de Cannes devient la mosquée de l'imam durant deux mois. Il y découvre les relations parfois sombres entre mosquées et argent, la mosquée Al Madina Al Mounawarra étant entièrement construite grâce au seul investissement d'un homme d'affaires saoudien.
C'est en novembre 2001 qu'il rejoint la mosquée Lumière et Piété de Nîmes. Il quitte la mosquée en 2003 après une agression sur sa personne à la suite de rumeurs d'attouchements sexuels.
De septembre 2004 à 2014, il devient imam de la mosquée Averroès de la Paillade, à Montpellier. C'est dans cette mosquée mise à disposition par Georges Frêche qu'il s'installe définitivement comme l'un des imams actifs de Montpellier ,. Mohamed Khattabi a été précurseur de la Journée Découverte en juin 2013, organisée afin d'ouvrir les portes de la mosquée aux non-musulmans de la ville.Il est contraint, en novembre 2013, de quitter la mosquée Averroès contre son gré, après l'avoir temporairement quitté deux fois auparavant. La première mise à l'écart en 2006 résulte d'un prêche favorable au Hezbollah. En 2013, on lui reproche d'avoir fait diminuer le nombre de fidèles lors de la prière du vendredi par des prêches trop longs, mais aussi d'avoir intégré la politique dans ses prêches, en présentant le candidat PS aux municipales comme le maire en poste. L'association qui gère la mosquée Averroès lui retire cette responsabilité constatant un « double discours » aves des propos progressistes puis des prises de positions inspirées du salafisme et des Frères musulmans.
Il est actuellement imam et recteur de la mosquée Aïcha de Montpellier depuis août 2014 et instigateur d'une campagne pour financer un centre cultuel et culturel musulman à Montpellier.

## Vie privée
Il est marié depuis 1989, au Canada.

## Prises de position

### Sur les femmes
Certains de ses prêches ont retenu l'attention de médias concernant sa position sur les femmes ou l'Occident, le qualifiant notamment de « dangereux ». Il déclare notamment le 6 mars 2015 dans la un prêche en arabe que toutes les femmes sont égoïstes par nature, et que « si [une femme] succombe à sa nature et qu’elle refuse de reconnaître les droits de l’homme, ou plutôt, la supériorité de l’homme sur elle, elle devra aller [en enfer]… »,.

### Soupçon de double-discours et de radicalisation
Selon plusieurs analyses, il tient un double discours, affichant en français des propos différents de ceux tenus en arabe,. Ainsi, le 6 mars 2015, dans la partie de son prêche en français sur les femmes, il prône  l’égalité qui devrait être complète entre l'homme et la femme  plus généralement, il alterne les discours progressistes et radicaux. La Gazette de Montpellier relève qu'« alors qu’il se présentait, dans un reportage du Monde, paru en 2013, comme le promoteur d’un « islam de France citoyen, d’un islam de cohabitation », l’imam estime, dans ses prêches récents, que la religion passe avant le drapeau français, le Coran avant La Marseillaise. ».
Ce double discours, et sa récente radicalisation accompagnée d'une lecture littéraliste du Coran inspirée du salafisme, selon un imam progressiste, clive ses fidèles en deux camps. Ses partisans jugent qu'il est un « bouc émissaire » qui n'a « jamais tenu de propos indignes », tandis que ses opposants le trouvent dangereux, flirtant « régulièrement avec la ligne jaune ». Par exemple, alors qu'en 2013 il condamne lors d'une conférence les convertis partis en Syrie (« Ce ne sont pas des martyrs. Ce ne sont pas des héros ! Ce sont des zéros ! »), il fait à l'inverse dans ses prêches appel au djihad et aux Moudjahidines à l'époque de attentats de Paris en 2015, ce qui pourrait être entendu sur le plan strictement spirituel, mais pour Abdallah Zekri, représentant régional du Conseil français du culte musulman, « Les moudjahidines, ce sont bien des combattants, des gens qui prennent les armes ». Il est particulièrement populaire auprès des plus jeunes, et ses opposants regrettent qu'« on en a[it] fait un martyr ».

### Affaire Tariq Ramadan
En juin 2018, dans le cadre de l’affaire Tariq Ramadan, il considère que les aveux d’adultère de Tariq Ramadan ont été arrachés pour diviser les musulmans.

## Affaires judiciaires

### Fraudes aux prestations sociales, travail dissimulé et blanchiment de fraude fiscale
Il a été condamné en mai 2016 à six mois de prison avec sursis pour recel de fraudes aux allocations et « travail dissimulé » à la suite de lavages de défunts qu'il pratiquait. Il a fait appel de cette condamnation.

### Plainte pour diffamation
L'imam été assigné à résidence durant l'état d'alerte le 22 novembre 2015, assignation levée par manque de preuve,,. Le préfet Pierre Bousquet de Florian, nommé coordinateur du renseignement et de la lutte antiterroriste, a été condamné pour diffamation le 22 juin 2017, après qu’une plainte eut été déposée par Mohamed Khattabi.

### Procès pour viol, agression sexuelle aggravée sur mineur
Fin 2019, Mohamed Khattabi est poursuivi en justice par sa belle-fille qui porte plainte pour des faits « commis alors qu'elle était mineure, sur fond de prétendues pratiques religieuses ». Elle l’accuse de l'avoir agressée sexuellement durant 2 ans lorsqu'elle avait 14 ans, pendant des séances de roqya. Le jugement est de nouveau renvoyé en correctionnel devant une juridiction plus compétente en matière de viol au vu de la gravité des faits,.